# 55 Cancri c
55 Cancri c, eller Brahe, är en exoplanet som kretsar runt stjärnan 55 Cancri A, som är del i dubbelstjärnan 55 Cancri eller Copernicus. Exoplaneten har en omloppstid på 44,34 dygn. Det är den tredje planeten räknat från värdstjärnan. 55 Cancri c upptäcktes 2002 och har en massa jämförbar med Saturnus.

## Namngivning
Vid upptäckten fick exoplaneten designationen 55 Cancri c enligt den standard som tillämpas. I juli 2014 utlyste Internationella astronomiska unionen en namngivning för exoplaneter och deras värdstjärnor. Namngivningen omfattande en offentlig omröstning om de nya namnen där alla var välkomna att delta. I december 2015 kungjordes resultatet, där exoplaneten fick namnet Brahe, samtidigt som värdstjärnan fick namnet Copernicus. Det vinnande namnet gavs av Royal Netherlands Association for Meteorology and Astronomy från Nederländerna. Det ärar den danske astronomen Tycho Brahe.